# Enterite eosinofílica
Enterite Eosinofílica é a inflamação dos intestinos em conjunto com a atração de eosinófilos, devido a presença de um helminto.